# Brageac
Brageac ist eine französische Gemeinde mit 77 Einwohnern (Stand 1. Januar 2022) im Département Cantal in der Region Auvergne-Rhône-Alpes (vor 2016 Auvergne). Sie gehört zum Kanton Mauriac im Arrondissement Mauriac. Die Einwohner werden Brageacois genannt.

## Lage
Brageac liegt etwa 35 Kilometer nordnordwestlich von Aurillac.
Nachbargemeinden sind Chalvignac im Nordwesten und Norden, Mauriac im Norden und Osten, Ally im Südosten, Chaussenac im Süden sowie Pleaux im Südwesten und Westen.

## Geschichte
Von 1973 bis 1985 war Brageac Teil der Gemeinden Ally und Drignac.

## Bevölkerungsentwicklung
| Jahr                       | 1962 | 1968 | 1975 | 1982 | 1990 | 1999 | 2006 | 2011 | 2019 |
| -------------------------- | ---- | ---- | ---- | ---- | ---- | ---- | ---- | ---- | ---- |
| Einwohner                  | 128  | 107  | (92) | (80) | 64   | 67   | 74   | 69   | 76   |
| Quellen: Cassini und INSEE |      |      |      |      |      |      |      |      |      |

## Sehenswürdigkeiten
- Kirche Saint-Thibaud (auch Kirche Notre-Dame-de-l’Assomption genannt) aus dem 11./12. Jahrhundert, seit 1862 Monument historique

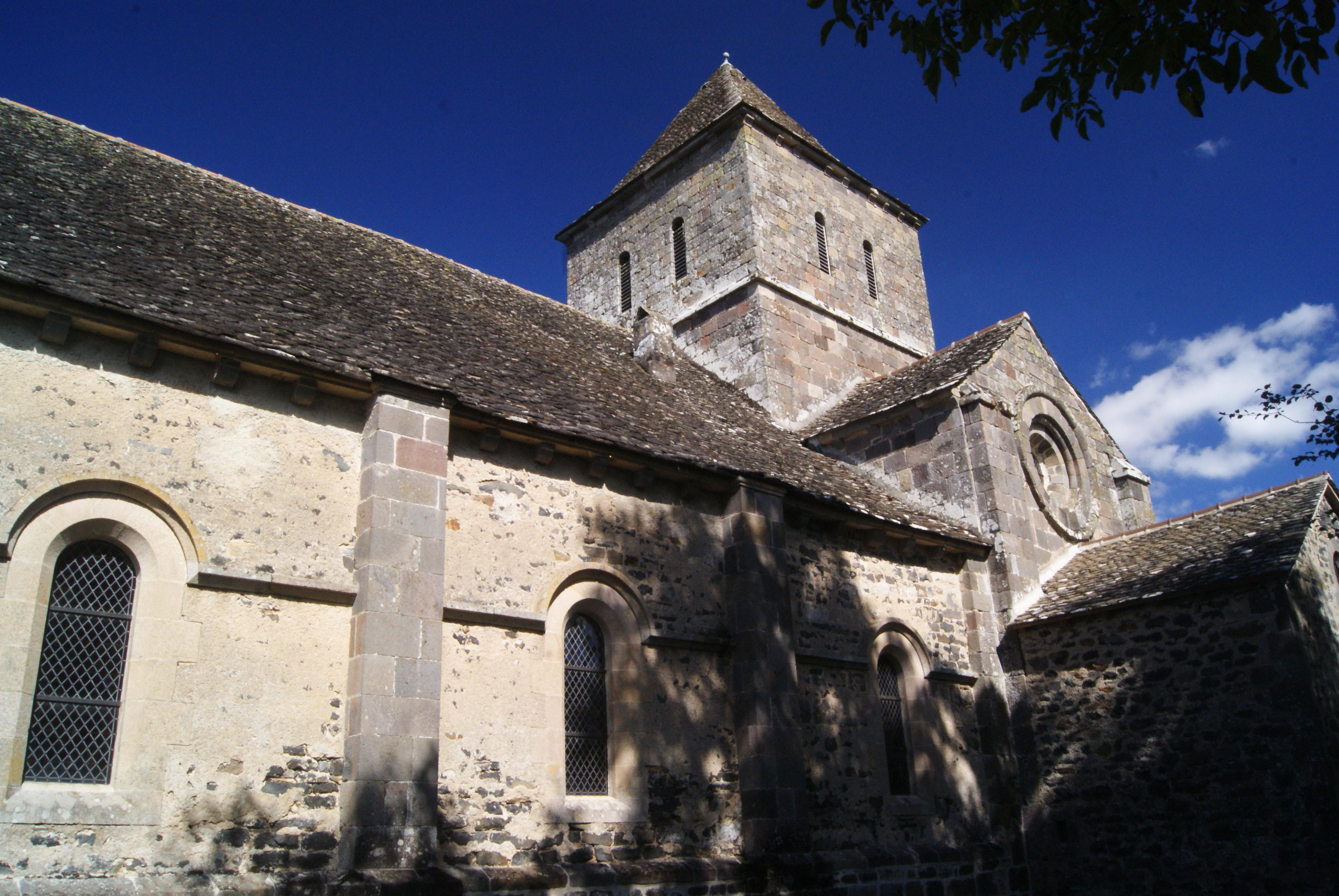
Kirche Saint-Thibaud